# Aspergillus togoensis
Aspergillus togoensis är en svampart som först beskrevs av Henn., och fick sitt nu gällande namn av Samson & Seifert 1986. Aspergillus togoensis ingår i släktet Aspergillus och familjen Trichocomaceae.   Inga underarter finns listade i Catalogue of Life.